# Marie-Anne Lenormand
Pour les articles homonymes, voir Lenormand.
Marie-Anne-Adélaïde Lenormand, parfois Marie-Anne-Adélaïde Le Normand née le 27 mai 1772 à Alençon et morte le 25 juin 1843 à Paris, est une libraire, nécromancienne et cartomancienne française.

## Biographie

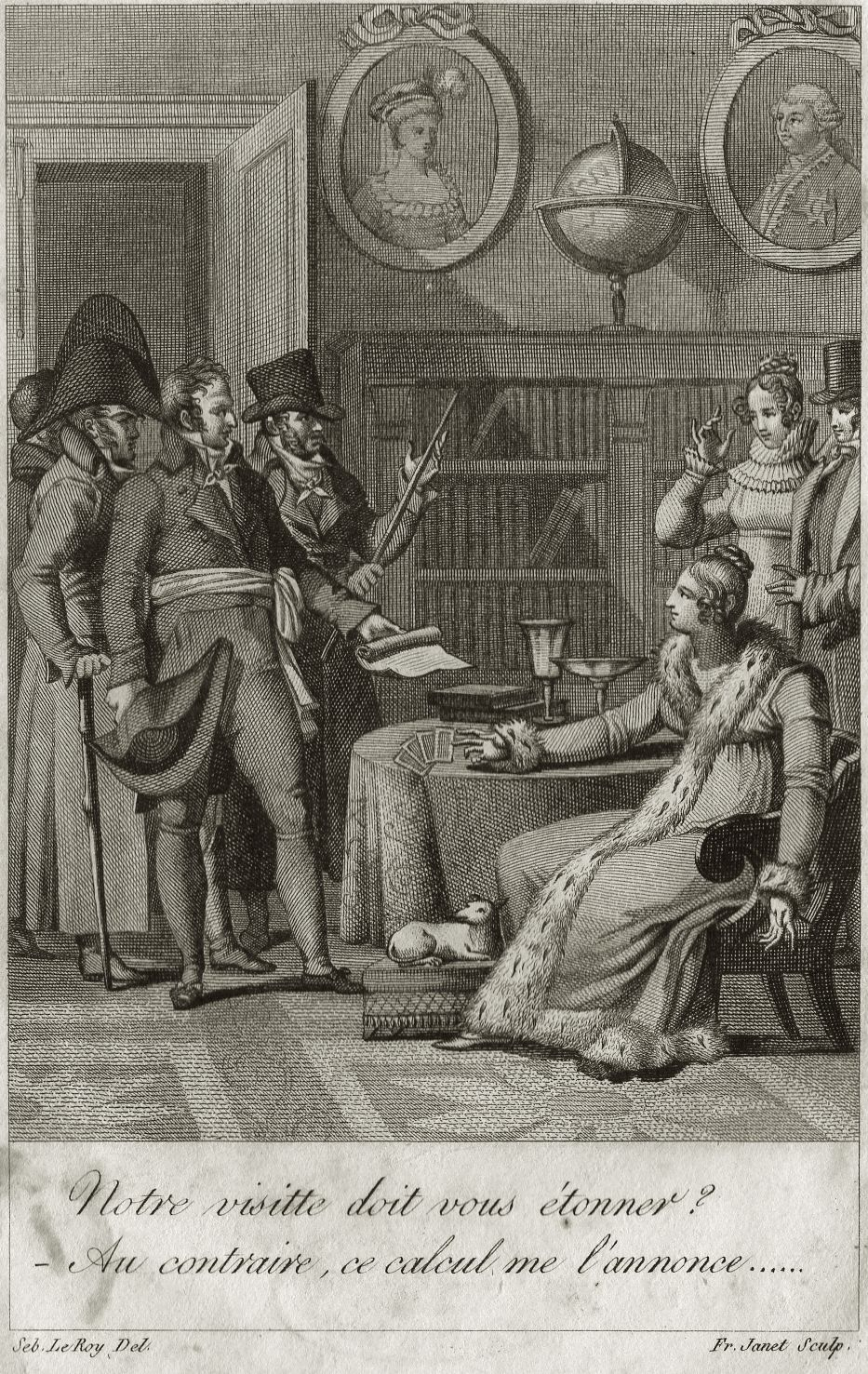
Gravure du frontispice des Souvenirs prophétiques d’une sibylle sur les causes secrètes de son arrestation de Marie-Anne Lenormand.

Fille d’un marchand drapier et d’une jeune fille d'humble origine, Marie-Anne Lenormand fut élevée à l’abbaye royale des dames bénédictines d’Alençon, où elle reçut une éducation distinguée. Elle se fit remarquer dès son enfance par une grande vivacité d’esprit et par une imagination ardente. Elle avait à peine atteint sa septième année que, y commençant son rôle de prophétesse, elle se mit à dire l’avenir à ses compagnes et à prophétiser. Marie-Anne avait reçu le même prénom qu’une sœur aînée morte quelques heures après sa naissance, le 16 septembre 1768, à Alençon. Il se peut qu’elle ait été influencée par une vieille superstition voulant que l’âme d’un bébé mort passe dans l’enfant recevant le même nom que l’enfant mort. Elle s’intéresse surtout à l’apprentissage des langues, à la musique, la peinture et les lettres, mais elle se consacre, en outre, à la grande consternation des religieuses, à la divination.
L’abbesse de son couvent ayant été révoquée, en 1781, Lenormand prédit qu’une dame de Livardie serait nommée à sa place. Dix-huit mois après, le choix du roi vint confirmer cette prédiction. Ce succès et ceux qu’elle obtint dans la suite, près de ses compagnes, la confirmèrent plus tard dans l’idée qu’elle était douée de la faculté de deviner l’avenir, mais la fit également expulser. Cela lui valut une certaine réputation, qui la précéda à Paris où elle monta dans les premières années de la Révolution, en 1790. Elle travaille un temps dans une blanchisserie jusqu’à sa rencontre d’une diseuse de bonne aventure du nom de madame Gilbert, qui lui enseigne les rudiments de la divination à l’aide du tarot divinatoire d’Etteilla. Trois ans plus tard, elle tient un « bureau de voyance » où se lit au-dessus de la porte : « Mademoiselle Le Normand, libraire ». Elle rencontre ainsi trois des hommes les plus influents de la Révolution, Marat, Robespierre et Saint-Just, auxquels elle aurait prédit une mort violente.
En la faisant connaître, les prédictions qu’elle hasarda la rendirent suspecte à Vadier au Comité de salut public, qui la fit arrêter en 1794. Elle affirma plus tard que c’était parce qu’elle avait prédit la mort de Louis XVI. Après sa sortie des prisons de la Terreur, la persécution qu’elle venait de subir ne contribua pas peu à étendre sa renommée, et elle se vit bientôt consultée par tous ceux qui désiraient connaître leur destinée et savoir au juste s’ils devaient compter sur la stabilité de la fortune. L’espace de temps qui s’écoula sous le Directoire et l’Empire, époques où la confiance que lui témoignait l’impératrice Joséphine avait surtout contribué à la mettre à la mode, fut l’âge d’or de cette devineresse, qui sentit que ce qui inspirerait le plus de foi en elle serait un extérieur assez confortable pour faire bien présumer d’avance aux consultants des produits antérieurs de ses talents en nécromancie. Ce fut donc dans un bel appartement au no 5 de la rue de Tournon, au faubourg Saint-Germain, que la nouvelle pythonisse ouvrit un cabinet où elle reçut pendant de longues années les visites d’une foule de dames et de bon nombre d’hommes, tant de la moyenne que de la haute classe, magistrats, militaires, grands seigneurs, etc., qui se pressèrent plus d’une fois pour lui faire agréer leurs offrandes. C’est là qu’elle faisait le « petit jeu » aux premiers et le « grand jeu » aux seconds, sans toutefois que son tarif descendît jamais au-dessous de six francs. Le Normand avait en outre pour les plus curieux les tarots, le marc de café, et « Faisait voir dans un œuf cassé L’avenir comme le passé. »
Celle qui fut désormais surnommée « la sibylle du faubourg Saint-Germain », fut consultée plus d’une fois par de grands personnages politiques. Napoléon lui-même eut, paraît-il, la curiosité de la consulter ; et il est constant que Joséphine vivait avec elle dans une grande intimité. Toutefois, sa protection ne put la garantir et, malgré toute la faveur dont elle jouissait, elle est arrêtée en 1803 et en 1809, par ordre de l’Empereur, sous l’inculpation de trahison, pour quelques prédictions un peu hardies. Le gouvernement impérial ne lui fit subir, à chaque fois, qu’une assez courte détention pour ses révélations indiscrètes, elle affirme  que ces deux emprisonnements étaient dus à des motifs politiques. Un journaliste de l’époque a toutefois fait valoir que Le Normand était coutumière du fait et que les soi-disant prophéties étaient toujours écrites après les faits, et jamais avant. Ainsi, elle aurait prédit, après son expulsion de Paris en 1808, la chute de Napoléon et la restauration des Bourbons.
Royaliste, Lenormand vit revenir les Bourbons avec joie, quoique son industrie en dût souffrir. Louis XVIII voulut la voir. Lenormand vécut en paix avec la Restauration et fut même très bien accueillie par le tsar Alexandre et les autres souverains lorsqu’elle alla, pendant le congrès, faire un voyage à Aix-la-Chapelle, mais à la suite de l’assassinat, le 14 février 1820, du duc de Berry, héritier du trône, et du changement de politique conséquent, elle émigra, avec de nombreux opposants politiques à Bruxelles, où elle fut arrêtée en 1821 sur des accusations d’espionnage pour avoir énoncé dans La Sibylle au congrès d’Aix-la-Chapelle, quelques idées peu conformes à la politique nouvelle des cabinets de l’Europe. Ses appels étant toujours rejetés, ce n’est que lorsque certains de ses partisans exercèrent une pression publique qu’elle eut droit à un nouveau procès, cette fois pour sorcellerie. Libérée en 1830, après la Révolution de Juillet, Lenormand retourna à la vie privée, ne plaçant ses talents qu’au service de ses amis. Elle fit plusieurs voyages dans sa ville natale d’Alençon, où elle avait l’intention de se fixer, mais elle n’en eut pas le temps, mourant à Paris, où elle habitait depuis plus de 50 ans, laissant une fortune considérable.
Marie-Anne Lenormand ne fut pas seulement prophétesse, mais aussi femmes de lettres par la publication, dès 1814, de divers ouvrages, entre autres des Mémoires historiques et secrets de l’impératrice Joséphine, 1827, 3 vol. in-8°, témoignage de sa reconnaissance pour son impériale cliente. Parmi l’assez grand nombre d’opuscules politiques qu’elle a publiés, on citera ses Souvenirs de la Belgique, cent jours d’infortune, 1822, in-8°. Elle avait publié en 1823 le prospectus d’un Album de Mlle Lenormand, mis en ordre et enrichi de manuscrits autographes, de commentaires, de notes biographiques sur la Révolution, qui devait former 3 vol. in-4° et 8 vol. in-8°. Elle avait formé une galerie de tableaux des meilleurs maitres représentant les malheurs ou les hauts faits de la famille des Bourbons.
Dans un de ses livres, la sibylle de la rue de Tournon elle avait prédit qu’elle vivrait plus de cent ans et se trompa de près de trois décennies : elle est morte à l’âge de soixante-et-onze ans par l’incurie d’un médecin et fut inhumée au cimetière du Père-Lachaise (3e division),.

Marie-Anne Lenormand utilisait des jeux de cartes classiques à enseigne française auxquels elle ajoutait parfois des annotations. Cela n’empêcha pas la publication, après sa mort et durant les siècles suivants, de nombreux jeux de cartes illustrés, sous les appellations de « Jeu de Mademoiselle Lenormand », « Grand Lenormand » ou encore « le Petit Lenormand ».

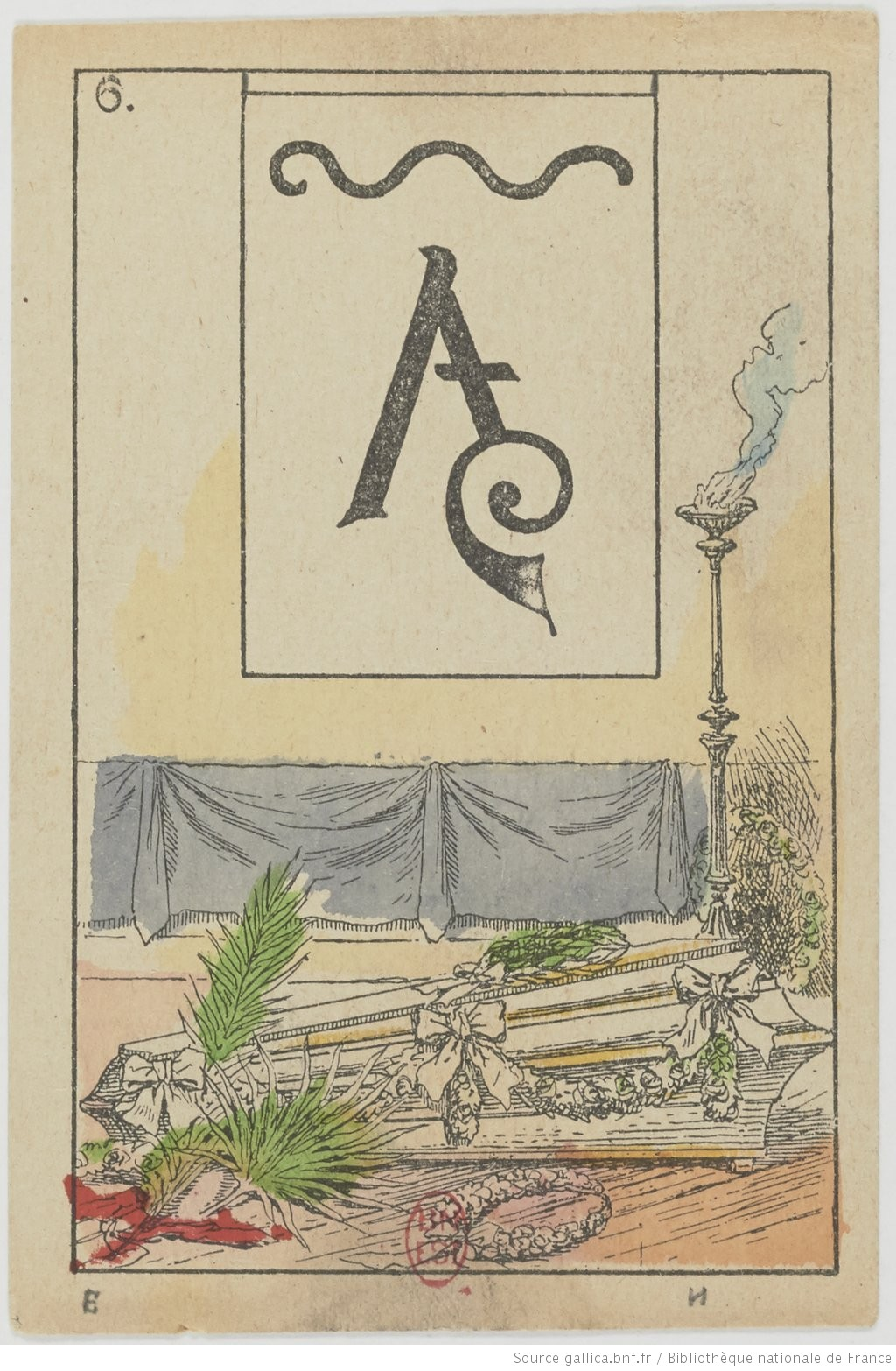
Carte n°6 d'un jeu divinatoire attribuée à Marie-Anne Lenormand. Editons   édition Ensslin et Laiblin (Reutlingen). 1875. BNF Gallica
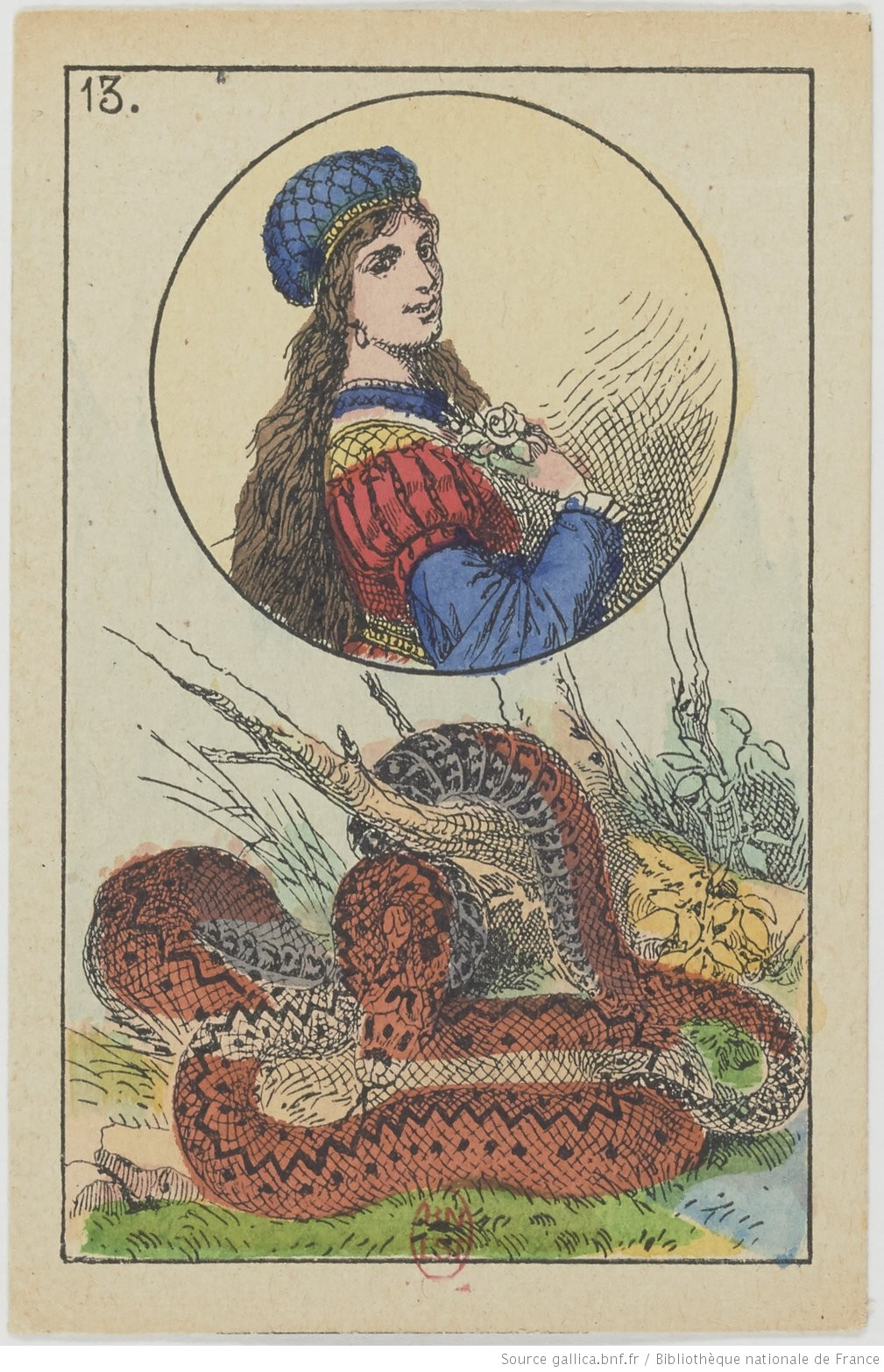
Carte n°13 d'un jeu divinatoire attribuée à Marie-Anne Lenormand. Editons   édition Ensslin et Laiblin (Reutlingen). 1875. BNF Gallica
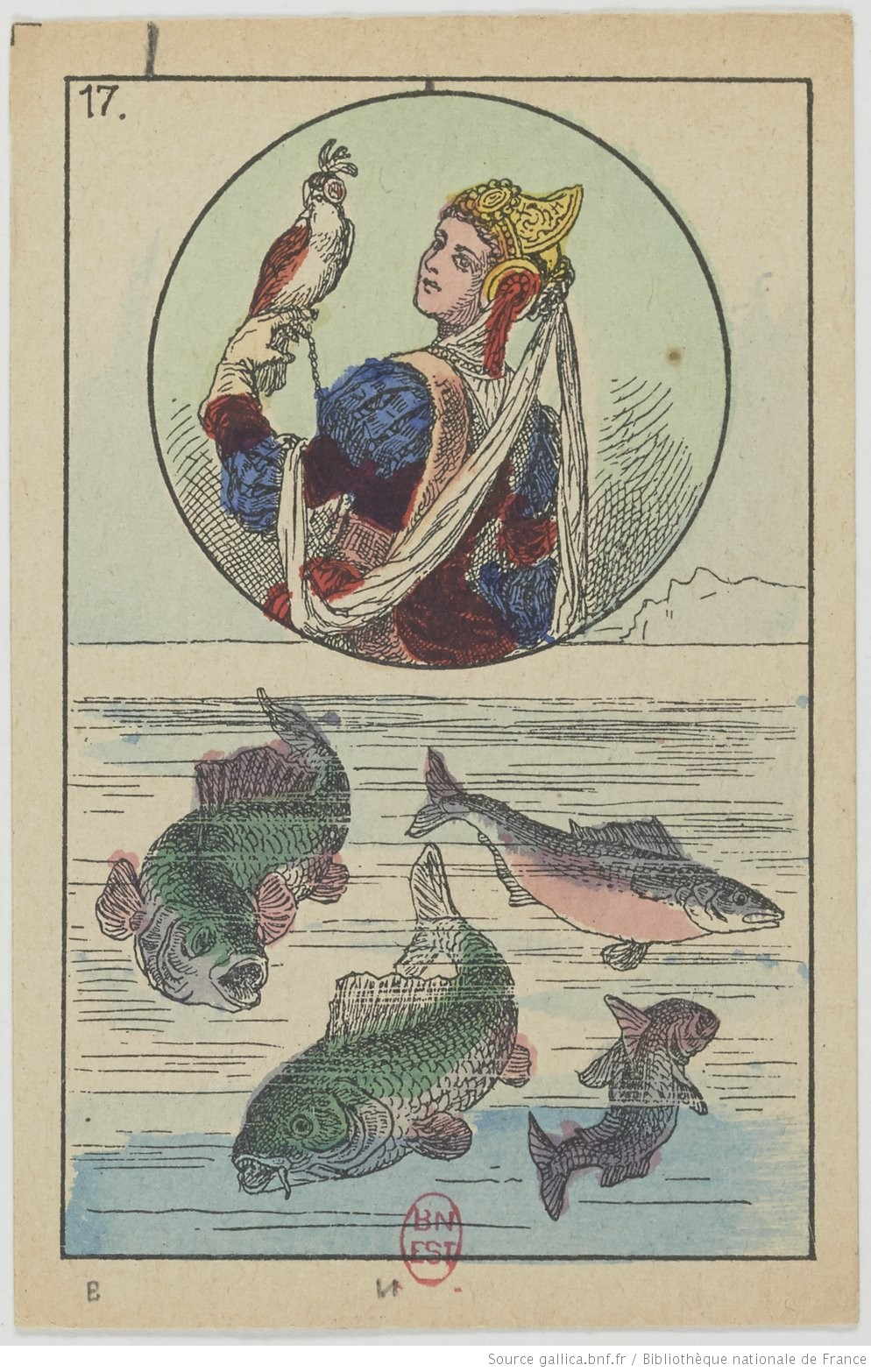
Carte n°17 d'un jeu divinatoire attribuée à Marie-Anne Lenormand. Editons   édition Ensslin et Laiblin (Reutlingen).  1875. BNF Gallica

## Publications
- Les Souvenirs prophétiques d’une sibylle sur les causes secrètes de son arrestation, le 11 décembre 1809, Paris, 1814, 592 p.
- Anniversaire de la mort de l’impératrice Joséphine, Paris, chez l’auteur, 1815, 23 p.
- La Sibylle au tombeau de Louis XVI, Paris, 1816, chez l’auteur, 67 p.
- Les Oracles sibyllins ou la suite des souvenirs prophétiques, Paris, 1817, 528 p.
- La Sibylle au congrès d’Aix-la-Chapelle, 1819, 316 p.
- Mémoires historiques et secrets de l’impératrice Joséphine, Marie-Rose Tascher-de-la-Pagerie, première épouse de Napoléon Bonaparte, Paris, 1820, 556 p.
- Mémoire justificatif présenté par Mlle Le Normand, ... de présent ... à la maison d'arrêt de Bruxelles, à MM. les juges du tribunal de 1re instance de cette ville, Bruxelles, M. E. Rampelbergh, 1821, 20 p.
- Cri de l’honneur, 1821, 18 p.
- Souvenirs de la Belgique : cent jours d’infortunes où le procès mémorable, Paris, chez l’auteur, 1822, 416 p.
- L’Ange protecteur de la France au tombeau de Louis XVIII, Paris, 1824, 74 p., in-8°.
- L’Ombre immortelle de Catherine II au tombeau d’Alexandre Ier, Paris, Dondey-Dupré, 1826, 68 p.
- L’Ombre de Henri IV au palais d’Orléans, Paris, chez l’auteur, 1830, 107 p.
- Le Petit Homme rouge au château des Tuileries, Paris, Mlle. Le Normand, éditeur-libraire, 1831, 107 p.
- Manifeste des dieux sur les affaires de France. Apparition de S.A.R. la feue Mme la Duchesse douairière d’Orléans ... à son fils Louis-Philippe Ier ... Révélations, Paris, 1832, 60 p.
- Arrêt suprême des dieux de l’Olympe en faveur de Mme la duchesse de Berry et de son fils. L’Ombre du Prince de Bourbon Condé (Louis-Henri-Joseph), à son filleul le duc d’Aumale d'Orléans (Henri Eugène-Philippe-Louis). Révélations, Paris, 1833, 144 p.
- Correspondance : 34 lettres de Lenormand ont été publiées in Antoine Leduc (éd.), « Signé : Le Normand. Point d’étape sur la constitution d’un corpus de lettres de Marie-Anne Le Normand », Arcana Naturae : revue d'histoire des sciences secrètes, vol. 4,‎ 2023, p. 185-216 (ISBN 979-1280508652, lire en ligne, consulté le 2 juin 2024).

### Lenormand comme personnage de fiction
- Nicolas Bouchard, Une aventure de Marie-Adélaïde Lenormand, Paris, Belfond, 2009 (BNF 42724892)
- Nicolas Bouchard, La Sibylle de la Révolution, Paris, Belfond, coll. « Une aventure de Marie-Adélaïde Lenormand », octobre 2009, 312 p. (ISBN 978-2-7144-4431-8 et 2-7144-4431-8, OCLC 461310973, BNF 42090367)
- Nicolas Bouchard, Le Traité des supplices, Paris, Belfond, coll. « Une aventure de Marie-Adélaïde Lenormand », mai 2011, 305 p. (ISBN 978-2-7144-4755-5 et 2-7144-4755-4, OCLC 762655149, BNF 42090367)
- Nicolas Bouchard, La Sibylle et le Marquis, Paris, Belfond, coll. « Une aventure de Marie-Adélaïde Lenormand », mai 2012, 309 p. (ISBN 978-2-7144-5236-8 et 2-7144-5236-1, OCLC 808990536, BNF 42717196)
- Christian-Louis Eclimont, Madame Vérité ou La conspiration des étoiles, J'ai Lu, 2017, 480 p. (lire en ligne).